# Gustavo García Cuerva
Gustavo Argentino García Cuerva (Dolores, Buenos Aires; 28 de febrero de 1946 - Puerto Argentino, 1.º de mayo de 1982) fue un militar argentino, piloto de combate, muerto en acción durante la Guerra de Malvinas. Luego de un combate aéreo sobre la Isla Soledad, murió por fuego amigo al intentar aterrizar en Puerto Argentino con su Mirage IIIEA.
Fue ascendido post mortem al grado militar de mayor y condecorado post mortem con la Medalla al Valor en Combate por ley n.º 25 576 de 2002. El gobierno argentino por ley nacional n.º 24 950 de 1998 lo declaró «Héroes nacional» junto a los otros caídos.

## Biografía
Gustavo García Cuerva nació en Dolores, Provincia de Buenos Aires, en 1946, y en su juventud se alistó en la Fuerza Aérea Argentina, obteniendo el grado de Capitán. García Cuerva era primo hermano del padre del ex Obispo de Río Gallegos y Tierra del Fuego y actual Arzobispo de Buenos Aires, Jorge García Cuerva.
Cuenta con una calle con su nombre ubicada en San Antonio de Arredondo, Córdoba.

### Guerra de las Malvinas
El sábado 1 de mayo de 1982, Dos M-IIIEA, indicativo «Dardo». Misión: cobertura; armamento: misiles Magic. Tripulación: capitán Gustavo Argentino García Cuerva (I-015), primer teniente Carlos Eduardo Perona (I-019). Despegaron de Río Gallegos a las 15:45. Ruta: Río Gallegos - Malvinas. 
Esta tripulación cumplía la segunda salida del día, y fue la que, por primera vez, recibió fuego de una patrulla aérea británica. Ambos aviones eyectaron tanques y se trabaron en combate sobre la isla Borbón. 
El capitán García Cuerva vio el misil arrojado sobre su numeral (Perona) y le gritó: 
—Le lanzaron un misil, ¡cierre, cierre!,pero el misil alcanzó a Perona y éste eyectó. Posteriormente, fue recuperado.
El capitán García Cuerva, sin combustible para regresar al continente, tenía dos alternativas; eyectarse sobre las islas y perder el avión, o intentar el aterrizaje en la pista de Malvinas y salvar su máquina. 
Esto último suponía una excelente coordinación con el comando de la defensa aérea de Malvinas (Centro de Información y Control Artillería Antiaérea). Lamentablemente, esta coordinación aún no ocurría, porque no se había alcanzado el nivel de confianza de la defensa y, aún peor, subsistía el grado de desorganización producido por los ataques aéreos y fuego naval enemigo sobre la zona. 
García Cuerva decidió aterrizar en la Base Aérea Militar Malvinas y lo comunicó por VHF. El «alto el fuego» fue ordenado, reiteradamente, por el Centro de Información y Control. El M-III se dirigió hacia la pista y procedió a eyectar sus cargas externas, para facilitar la maniobra de aterrizaje. Esa acción (eyección de cargas), confundió a la tropa que de inmediato comenzó a disparar sus armas largas (fusiles) contra el avión. La psicosis creada por el Vulcan y los Harrier pudo, en los artilleros, más que la orden del Centro de Información y Control, y las baterías antiaéreas del Ejército y la Armada abrieron fuego, que dio como resultado el derribo del M-III.
El piloto inglés que derribó al primer teniente Perona fue el teniente RAF Paul Barton; y el que combatió contra el capitán García Cuerva, el teniente RN Steve Thomas.

### Ataque al HMSHermes
Respecto del accionar del capitán García Cuerva, durante los quince minutos transcurridos entre el combate relatado y su solicitud de aterrizaje en Base Aérea Militar Malvinas, existen versiones, que afirman lo siguiente: García Cuerva avistó al HMS Hermes en el momento en que un avión Sea Harrier estaba próximo al aterrizaje; se lanzó sobre el mismo y lo ametralló haciendo que, después de rebotar dos veces sobre la pista del portaaviones, rompiera el elevador y cayera al mar. 
Luego ametralló el puente causando averías menores.
Extractado de la Historia de la Fuerza Aérea Argentina Tomo VI: La Fuerza Aérea en Malvinas Dirección de Estudios Históricos.
Según fuentes Británicas este accidente existió tal como lo describe la Fuerza Aérea Argentina, con el Sea Harrier matrícula ZA192 pilotado por teniente comandante Batt, que falleció en esa acción cayendo la aeronave al mar, pero el 23 de mayo de 1982.